# Viktoria Zerbst
Der SV Viktoria 03 Zerbst war ein deutscher Sportverein aus Zerbst/Anhalt im heutigen Landkreis Anhalt-Bitterfeld, der von 1903 bis 1945 existierte. Als Gründungstag ist der 15. August 1903 überliefert. 1919 ging der weitere Zerbster Fußballverein Hertha im SV Viktoria auf.

## Sektion Fußball
Viktoria trat ab 1909 innerhalb des Verbandes Mitteldeutscher Ballspiel-Vereine in der Meisterschaft des Gaus Anhalt an. Größte Erfolge der Vereinsgeschichte waren das viermalige Erreichen der Endrunde zur Mitteldeutschen Meisterschaft, in welcher Viktoria jeweils vorzeitig ausschied. In der Spielzeit 1918/19 unterlag man im Achtelfinale dem VfB Chemnitz mit 0:3. 1925/26 erreichte der Klub nach Siegen über Fortuna Magdeburg und Herta Wittenberge das Viertelfinale, welches gegen die Sportfreunde Halle mit 1:4 verloren wurde. In den Spielzeiten 1931/32 sowie 1932/33 erreichten die Anhaltiner nach Erfolgen über den Zwickauer SC und Singer Wittenberge abermals das Achtelfinale, waren den großen mitteldeutschen Vereinen Dresdner SC bzw. Wacker Halle jedoch deutlich unterlegen.
In der Folgezeit spielte der Klub mit der Einführung der Gauligen im mitteldeutschen Fußball keine höherklassige Rolle mehr. 1944 bildete Viktoria mit dem 1. FC 1900 Zerbst eine Kriegsspielgemeinschaft und trat unter der Bezeichnung KSG Viktoria/1900 Zerbst noch einmal kurzzeitig in der Gauliga Mitte an.
Wie alle Vereine auf dem Gebiet der DDR konnte Viktoria Zerbst nach 1945 nicht weiterbestehen. Eine Neugründung erfolgte auch ab 1990 nicht.

## Statistik
- Teilnahme Endrunde VMBV: 1918/19 (AF), 1925/26 (VF), 1931/32 (AF), 1932/33 (AF)
- Teilnahme Gauliga Mitte 1944/45 (Gruppe Dessau-Zerbst)